# Dévényi Iván
Dévényi Iván (Cegléd, 1929. augusztus 8. – Esztergom, 1977. november 20.) pedagógus, műkritikus, műgyűjtő.

## Élete és munkássága
A ceglédi Kossuth Lajos Gimnáziumban érettségizett. 1947 és 1951 között végezte el az Eötvös Loránd Tudományegyetem Bölcsészettudományi Karán a magyar–történelem szakot. 1951-től Esztergomban élt és tanított.
Nagy érdeklődéssel fordult a képzőművészetek, különösen a festészet felé. Kutatásainak eredményeit, saját meglátásait tanulmányokban, kritikákban jelentette meg a Vigilia, a Művészet, a Jelenkor, a Látóhatár, az Életünk és más folyóiratok, újságok hasábjain. Önálló kismonográfiái jelentek meg Tihanyi Lajos (1968), Kernstok Károly (1970) és Thorma János (1977) munkásságáról a Corvina Könyvkiadónál.
Pályája kezdetétől nagy tudatossággal gyűjtötte a festményeket, és tekintélyes műgyűjteményre tett szert, amiben Csontváry Kosztka Tivadar Kondor Béla egyes művei is megtalálhatók voltak. A gyűjteményben számos képpel szerepelt jó barátja, Czóbel Béla, aki többször is megfestette arcképét. Jelentős alkotásokat gyűjtött össze Barcsay Jenő, Bálint Endre, Borsos Mihály, Berény Róbert, Bernáth Aurél, Derkovits Gyula, Egry József, Ferenczy Károly, Gadányi Jenő, Kassák Lajos, Koszta József, Márffy Ödön, Szőnyi István, Tihanyi Lajos, Uitz Béla munkásságából is.

## Gyűjteményének egyéni kiállításai
- 1977: Múzeumi Képtár, Győr
- 1983: Balassa Bálint Múzeum, Esztergom
- 1993: Kassák Emlékmúzeum
- 2006: Virág Judit Galéria